# Асанська мова

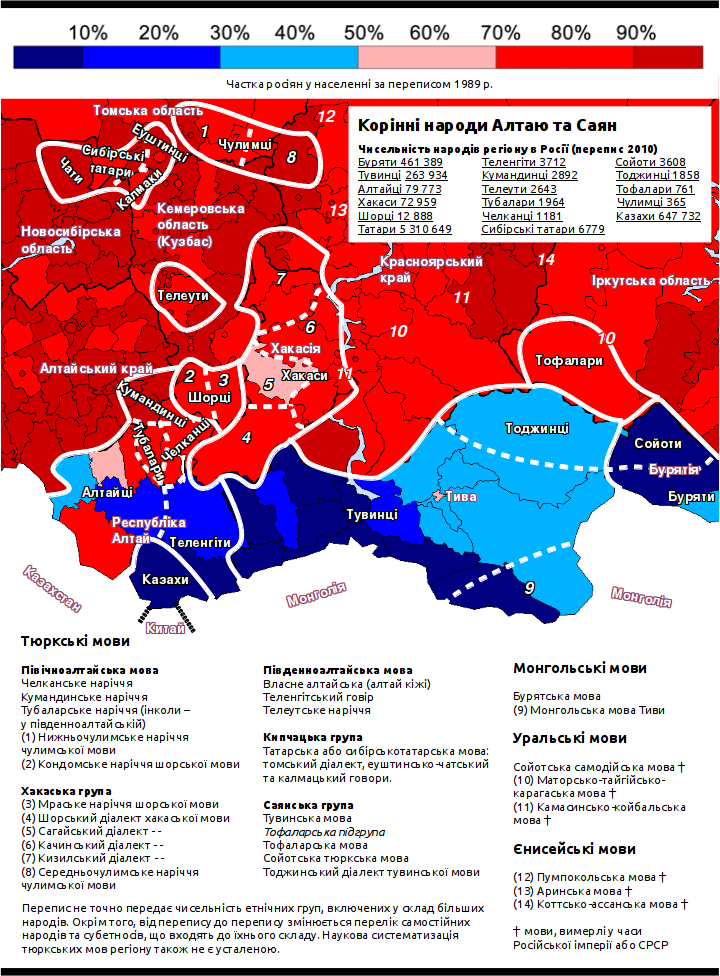
Поширення мови

Ассанська чи ассанська мова — нині мертва мова, що належала до асано-коттської групи єнісейської мовної сім'ї, можливо, діалект коттської. Вимерла в XVIII столітті.
Була поширена на південь від Красноярська, на схід від Єнісею до Кана.